# Archoplites interruptus
Az Archoplites interruptus a sugarasúszójú halak (Actinopterygii) osztályának sügéralakúak (Perciformes) rendjébe, ezen belül a díszsügérfélék (Centrarchidae) családjába tartozó faj.
Nemének az egyetlen faja.

## Előfordulása
Az Archoplites interruptus előfordulási területe Észak-Amerika nyugati fele. Eredetileg csak Kaliforniában élt; a Sacramento-San Joaquin, Pajaro és Salinas folyórendszerekben. Az ember betelepítette sok más Nyugat-USA-beli területre.

## Megjelenése
Ez a hal általában 30 centiméter hosszú, azonban 73 centiméteresre és 1,4 kilogrammosra is megnőhet. A fehéres testét sötétebb, függőleges sávok díszítik.

## Életmódja
Édesvízi halfaj, amely a dús vízinövényzettel benőtt részeket keresi. Nagyon kis tavacskákban is képes megélni.
Legfeljebb 9 évig él.

## Szaporodása
Az ikráit a vízinövények közé rakja le. Egyes hímek akár 3 napig is őrzik az ikrákat.

## Képek

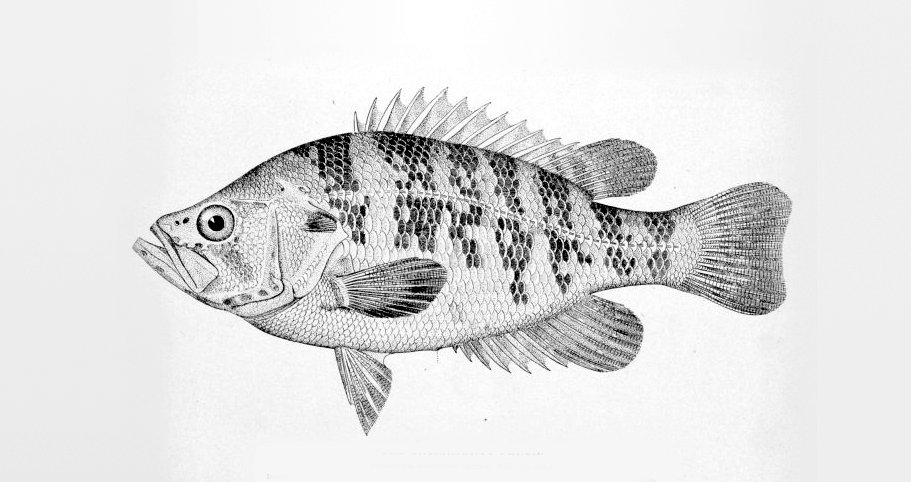
Rajzok a
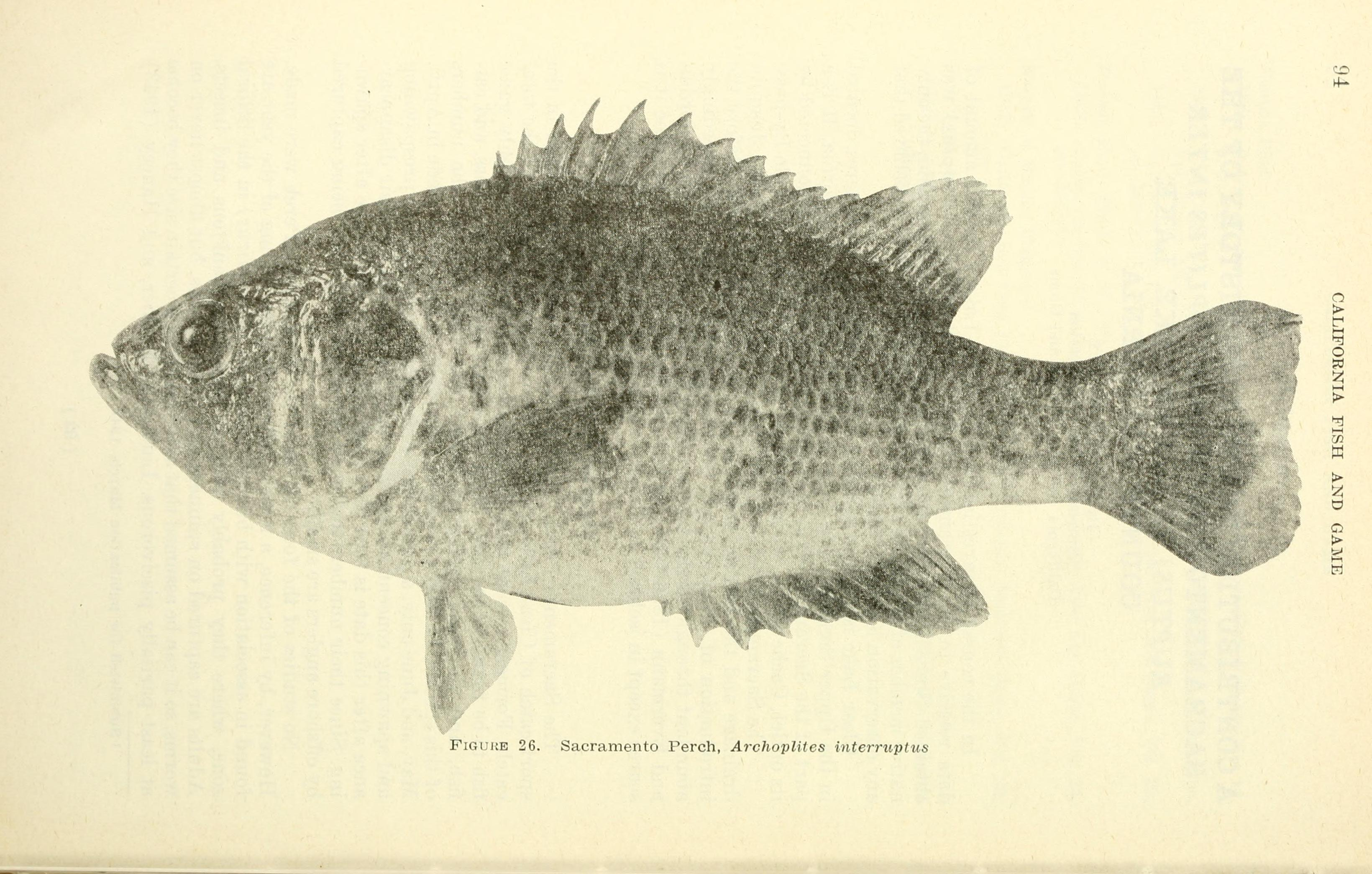
halról